# عكاشة حمزاوي
 عكاشة حمزاوي (1990 الجزائر) هو لاعب كرة قدم جزائري يلعب حالياً في نادي الحزم السعودي.

## روابط خارجية
- أوكاشا حمزاوي على موقع قاعدة بيانات كرة القدم.إي يو (الإنجليزية)
- أوكاشا حمزاوي على موقع ناشيونال فوتبول تيمز (الإنجليزية)
- أوكاشا حمزاوي على موقع Soccerway.com (الإنجليزية)
- أوكاشا حمزاوي على موقع AS.com (الإسبانية)